# Alcidodes exornatus
Alcidodes exornatus es una especie de escarabajo del género Alcidodes, familia Curculionidae. Fue descrita científicamente por Chevrolat en 1880.
Se distribuye por Papúa Nueva Guinea. La especie mide aproximadamente 13 milímetros de longitud.